# Set (STL)
Il container Set è un contenitore incluso nella libreria standard del C++. La definizione di questa classe si trova nel file header <set> del namespace std.

## Descrizione
Il Set è un contenitore associativo che memorizza insiemi di oggetti (creati dall'utente oppure tipi base), è quindi molto utile nel caso sia necessario memorizzare un insieme di oggetti in maniera non sequenziale diversamente da come avverrebbe se si utilizzassero altri container quali List oppure Map che sono invece sequenziali. I Set sono molto efficienti per quanto riguarda la ricerca dei valori memorizzati al loro interno e non consentono duplicati, che sono invece consentiti nei Multiset.
Come tutti i contenitori della libreria standard il Set supporta l'uso di molti algoritmi inclusi nelle STL stesse, che rendono ancora più efficiente il loro utilizzo.
Ecco un esempio di dichiarazione e inserimento per un Set:
```
 
#include
 
<set>

 
using
 
namespace
 
std
;

 
int
 
main
()
 
{

    
int
 
interi
[]
=
 
{
1
,
2
,
3
,
4
,
5
};

    
/* 

     *  costruttore di set utilizzando come

     *  come parametri il primo e l'ultimo

     *  elemento dell'array di int 

    */

    
set
<
int
>
 
s
 
(
interi
,
 
interi
+
5
);
  
//crea un set con tutti gli elementi dell'array interi

    
return
 
0
;

 
}

```